# A Leitura na Pintura
A Leitura na Pintura é uma lista de pinturas em que surge o tema da leitura, lista não exaustiva das pinturas existentes com esta característica, mas tão só das pinturas que se encontram registadas na Wikidata e que nos assuntos retratados esteja indicada a leitura.
A leitura de algo (jornal, pauta de música, hieróglifo, livro, etc.) pressupõe a prévia escrita desse algo, sendo que quem escreve está ele próprio a praticar a leitura. A escrita consiste na utilização de sinais (símbolos) para exprimir ideias sendo uma forma de comunicação.
A escrita/leitura permitiu alargar o alcance das mensagens entre humanos muito para além do tempo e espaço dos agentes da comunicação, criando mensagens que perduram no tempo (muito para além da vida dos seus criadores) e que podem ser transmitidas a distâncias muito para além das estritas capacidades físicas humanas. A escrita no Antigo Egito, que apareceu pela primeira vez no final do quarto milénio a.C., e a escrita suméria são consideradas as mais antigas escritas do mundo.
A representação da escrita/leitura em estatuária é muito antiga sendo célebres as estátuas de Escribas do Antigo Egipto. Na pintura, a representação da escrita/leitura passou a ocorrer regularmente no período gótico e teve um grande desenvolvimento com a pintura de género flamenga e com muitos outros pintores posteriormente.
| Imagem | Título | Criador                                    | Data de publicação | Parte de | Coleção | Localização                                     |
| ------ | --- | ------------------------------------------ | ------------------ | --- | --- | ----------------------------------------------- |
|        | Old Farm Couple at Table | Auguste Schepp                             | No/unknown value   | | Augustiner Museum                                                                                           | Freiburg im Breisgau                            |
|        | Courtiers visit Sugawara no Michizane’s mortuary temple, from Illustrated Legends of the Kitano Tenjin Shrine (Kitano Tenjin engi emaki) | No/unknown value                           | 1300               | | Metropolitan Museum of Art                                                                                  | Manhattan                                       |
|        | Reading a Sutra by Moonlight | No/unknown value                           | 1332               | | Metropolitan Museum of Art                                                                                  | Manhattan                                       |
|        | Book Cover | No/unknown value                           | 1343               | | Metropolitan Museum of Art                                                                                  | Manhattan                                       |
|        | Santa Ana e a Virgem Maria | Ramón Destorrents Arnau Bassa              | 1340s              | | Museu Nacional de Arte Antiga                                                                               | Estrela                                         |
|        | O Jardim do Paraíso | Mestre do Alto Reno                        | 1410s              | | Museu Städel                                                                                                | Frankfurt am Main                               |
|        | São Jerónimo a ler | No/unknown value                           | 15th century       | | Departamento de Pinturas do Louvre                                                                          |                                                 |
|        | Maria Madalena a Ler | Rogier van der Weyden                      | 1435               | A Virgem Maria e o Menino Jesus e Santos                                                                                            | National Gallery                                                                                            | Cidade de Westminster                           |
|        | Tríptico de Werl | Robert Campin                              | 1438               | | Museu do Prado                                                                                              | Madrid                                          |
|        | A Seated Saint Reading from a Book | No/unknown value                           | 15th century       | | Metropolitan Museum of Art                                                                                  | Manhattan                                       |
|        | Saint Thomas Aquinas Aided by Saints Peter and Paul                                                                                      | Bartolomeo degli Erri                      | 15th century       | | Metropolitan Museum of Art                                                                                  | Manhattan                                       |
|        | A Saint (Mark?) Reading | Bartolomeo Vivarini                        | 1470               | | Metropolitan Museum of Art                                                                                  | Manhattan                                       |
|        | Santo António a ler | Cosimo Tura                                | 1470s              | | Departamento de Pinturas do Louvre Campana collection                                                       | 1.º arrondissement de Paris                     |
|        | Casamento Místico de de Santa Catarina                                                                                                   | Hans Memling                               | 1479               | | Metropolitan Museum of Art Benjamin Altman                                                                  | Manhattan                                       |
|        | Madonna and Child with an Angel | Vincenzo Foppa                             | 1479               | | Galleria degli Uffizi Pinacoteca del Castello Sforzesco                                                     | Milão                                           |
|        | 明 沈周 吴中山水卷 | Shen Zhou                                  | 1499               | | Museu de Xangai                                                                                             | Huangpu                                         |
|        | Retábulo de Mérode | No/unknown value                           | 15th century       | | Metropolitan Museum of Art                                                                                  | Manhattan                                       |
|        | Christ among the Doctors | No/unknown value                           | 15th century       | | Metropolitan Museum of Art                                                                                  | Manhattan                                       |
|        | Santa Catarina | Mestre de Frankfurt                        | 1510s              | Saint Catherine (interior left wing), The Holy Family with angels playing music (center panel), Saint Barbara (interior right wing) | Mauritshuis Stichting Nederlands Kunstbezit Rijksdienst Beeldende Kunst                                     | Haia                                            |
|        | Santa Bárbara | Mestre de Frankfurt                        | 1510s              | Saint Catherine (interior left wing), The Holy Family with angels playing music (center panel), Saint Barbara (interior right wing) | Mauritshuis Stichting Nederlands Kunstbezit Rijksdienst Beeldende Kunst                                     | Haia                                            |
|        | The Dormition of the Virgin; (reverse) Christ Carrying the Cross                                                                         | Hans Leonhard Schäufelein                  | 1510               | | Metropolitan Museum of Art                                                                                  | Manhattan                                       |
|        | Triptychon der Trinität von Marchiennes                                                                                                  | Jean Bellegambe                            | 1520               | | Palácio das Belas-Artes de Lille                                                                            | Lille                                           |
|        | Santa Maria Madalena a ler | Mestre das Meias Figuras                   | 16th century       | | Departamento de Pinturas do Louvre                                                                          | 1.º arrondissement de Paris                     |
|        | Mulher jovem a ler | Mestre das Meias Figuras                   | 16th century       | | Departamento de Pinturas do Louvre                                                                          |                                                 |
|        | Maria Madalena lendo | Antonio da Correggio                       | 1527               | | No/unknown value                                                                                            |                                                 |
|        | Mulher com gato | Hans Baldung                               | 1529               | Music and Prudence | Coleções de Pinturas do Estado da Baviera                                                                   | Munique                                         |
|        | 明 谢时臣 江山胜览图卷 | Xie Shichen                                | 1530               | | Museu de Xangai                                                                                             | Huangpu                                         |
|        | Retrato de Homem com livro | Parmigianino                               | 1530               | | Galeria de Arte de York                                                                                     | City of York                                    |
|        | Santa Catarina a ler | Antonio da Correggio                       | 1530               | | Royal Collection                                                                                            | Richmond upon Thames                            |
|        | Mulher jovem lendo um livro de horas | Ambrosius Benson                           | 1532               | | Departamento de Pinturas do Louvre                                                                          | 1.º arrondissement de Paris                     |
|        | Portrait of Cardinal Marcello Cervini degli Spannocchi                                                                                   | Jacopino del Conte                         | 1550               | | Galleria Borghese Coleção Borghese                                                                          | Roma Capitale                                   |
|        | Santiago e o mágico Hermógenes | Hieronymus Bosch                           | 1550               | | Museu das Belas Artes de Valenciennes                                                                       | Valenciennes                                    |
|        | Mulher com livro | No/unknown value                           | 1550               | | Departamento de Pinturas do Louvre                                                                          |                                                 |
|        | A Boy Learning to Read | No/unknown value                           | 1550               | | Christ Church Picture Gallery                                                                               | Oxford                                          |
|        | 明 文嘉 曲水园图卷 | Wen Jia                                    | 1559               | | Museu de Xangai                                                                                             | Huangpu                                         |
|        | Santa Maria Madalena | Tintoretto                                 | 1580s              | Hermits saints by Jacopo Tintoretto at Scuola Grande San Rocco                                                                      | Igreja de São Roque                                                                                         | Veneza                                          |
|        | The Nymph of Fontainebleau | No/unknown value                           | 16th century       | | Metropolitan Museum of Art No/unknown value Madame de Constantinovitch Heyward Cutting Constance R. Cutting | Manhattan                                       |
|        | A Sermon on Charity (possibly the Conversion of Saint Anthony)                                                                           | No/unknown value                           | 16th century       | | Metropolitan Museum of Art                                                                                  | Manhattan                                       |
|        | Scène de cabaret | David Teniers                              | 17th century       | | Museu de Belas Artes de Rennes                                                                              | Rennes                                          |
|        | São Jerónimo a ler | No/unknown value                           | 17th century       | | Departamento de Pinturas do Louvre                                                                          |                                                 |
|        | Os Quatro Evangelistas | Jacob Jordaens                             | 1610s              | | Departamento de Pinturas do Louvre                                                                          | 1.º arrondissement de Paris                     |
|        | Mulher idosa a ler | Jan Lievens                                | 1622               | | Museu de Arte de Filadélfia                                                                                 | Filadélfia                                      |
|        | Concerto báquico | Pietro Paolini                             | 1625               | | Dallas Museum of Art                                                                                        | Dallas                                          |
|        | St. Anthony reading | No/unknown value                           | 17th century       | | Museu Granet                                                                                                | Aix-en-Provence                                 |
|        | Um eremita a ler | No/unknown value                           | 1629 1630s         | | Departamento de Pinturas do Louvre                                                                          |                                                 |
|        | Old Woman Reading | Cornelis van Poelenburch                   | 1630               | | Rijksmuseum Twenthe                                                                                         | Enschede                                        |
|        | Três camponeses a fumar e beber | No/unknown value                           | 1630s              | | No/unknown value Gustaf Adolf Sparre                                                                        |                                                 |
|        | Lendo uma anedota numa estalagem | Adriaen van Ostade                         | 1630               | | Academia de Belas-Artes de Viena                                                                            | Viena Innere Stadt                              |
|        | Portrait of a Scholar | Gerrit Dou                                 | 1630               | | Museu Hermitage                                                                                             | São Petersburgo                                 |
|        | Two Monks | Antoon van Dyck                            | 1630               | | No/unknown value                                                                                            | Warwick                                         |
|        | Filósofo com livro aberto | Solomon Koninck                            | 1633               | | Departamento de Pinturas do Louvre Cabinet de Monseigneur le duc de Choiseul                                | 1.º arrondissement de Paris                     |
|        | Reading a Letter | Jacob Jansz. van Velsen                    | 1633               | | Museu Hermitage                                                                                             | São Petersburgo                                 |
|        | Man reading on a bench | Adriaen Brouwer                            | 1635               | | No/unknown value                                                                                            |                                                 |
|        | A Leitura da Bíblia | Gerrit Dou                                 | 17th century       | | Departamento de Pinturas do Louvre                                                                          | 1.º arrondissement de Paris                     |
|        | São Bruno examina um desenho | Eustache Le Sueur                          | 17th century       | | Departamento de Pinturas do Louvre                                                                          | 1.º arrondissement de Paris                     |
|        | Et in Arcadia ego | Nicolas Poussin                            | 1638               | | Departamento de Pinturas do Louvre                                                                          | 1.º arrondissement de Paris                     |
|        | Retrato de Menina | Jacob Gerritsz Cuyp                        | 1640               | | Fundação Calouste Gulbenkian                                                                                | Lisboa                                          |
|        | Reading a Sutra by Moonlight | Sokuhi Nyoitsu                             | 17th century       | | Metropolitan Museum of Art                                                                                  | Manhattan                                       |
|        | Mulher lendo as notícias frente a casa campestre                                                                                         | Adriaen van Ostade                         | 1644               | | Museu de Belas Artes                                                                                        | Leipzig                                         |
|        | Um leitor itinerante de baladas | Jan Miense Molenaer                        | 1645               | | Gemäldegalerie                                                                                              | Berlin-Mitte                                    |
|        | São Bruno recebe uma mensagem do Papa | Eustache Le Sueur                          | 1640s              | Life of Saint Bruno | Departamento de Pinturas do Louvre                                                                          | 1.º arrondissement de Paris                     |
|        | O Papa Victor III confirma a instituição dos Cartuxos                                                                                    | Eustache Le Sueur                          | 1640s              | Life of Saint Bruno | Departamento de Pinturas do Louvre                                                                          | 1.º arrondissement de Paris                     |
|        | O Estudante | Willem Drost Rembrandt                     | 1647               | | Museu Nacional de Arte da Dinamarca Gliptoteca Ny Carlsberg                                                 | Município de Copenhaga                          |
|        | Man Reading | Rembrandt                                  | 1648               | | Clark Art Institute Coleção Cook                                                                            | Massachusetts Richmond upon Thames              |
|        | São Jerónimo | Adam Elsheimer                             | 17th century       | | Museu de Belas Artes de Bordéus                                                                             | Bordéus                                         |
|        | Esther reading Haman's Decree of the Extermination of the Jews                                                                           | Solomon Koninck                            | 1650               | | Museu Nacional de Arte da Dinamarca                                                                         | Município de Copenhaga                          |
|        | O comerciante de tecidos | Willem van Mieris Frans van Mieris         | 1650s              | | Coleções Nacionais de Dresden Pinacoteca dos Mestres Antigos                                                | Dresden                                         |
|        | Homem a ler um jornal | Adriaen van Ostade                         | 1650               | | Museu Nacional de Belas-Artes da Suécia                                                                     | Estocolmo Município de Estocolmo                |
|        | A Young Woman Reading a Letter | No/unknown value                           | 1650               | | North Carolina Museum of Art                                                                                | Raleigh                                         |
|        | A Monk Reading | Gerrit Dou                                 | 1650               | | No/unknown value                                                                                            |                                                 |
|        | A Man reading the News (Sight) | Adriaen van Ostade                         | 1650s              | | No/unknown value                                                                                            |                                                 |
|        | Jerome reading | Hendrick van Somer                         | 1650               | | Musée de Picardie                                                                                           | Amiens                                          |
|        | Assembleia de religiosos | Luca Giordano                              | 17th century       | | Museu de Belas Artes de Bordéus                                                                             | Bordéus                                         |
|        | A educação da Virgem Maria | No/unknown value                           | 17th century       | | Departamento de Pinturas do Louvre                                                                          |                                                 |
|        | Um leitor na janela | Adriaen van Ostade                         | 17th century       | | Departamento de Pinturas do Louvre                                                                          | 1.º arrondissement de Paris                     |
|        | Um homem de negócios no seu escritório                                                                                                   | Adriaen van Ostade                         | 17th century       | | Departamento de Pinturas do Louvre Musée national du Château de Fontainebleau                               | Fontainebleau                                   |
|        | A lição de leitura | Gerard ter Borch                           | 1652               | | Departamento de Pinturas do Louvre                                                                          | 1.º arrondissement de Paris                     |
|        | Leitura do jornal | Adriaen van Ostade                         | 1653               | | Departamento de Pinturas do Louvre                                                                          | 1.º arrondissement de Paris                     |
|        | Carteiro rural | Gerard ter Borch                           | 1654               | | Museu Hermitage                                                                                             | São Petersburgo                                 |
|        | Mulher a ler frente a janela aberta | Gabriël Metsu                              | 1654               | | Leiden Collection                                                                                           | Nova Iorque                                     |
|        | An Evening School | Gerrit Dou                                 | 1655               | | Metropolitan Museum of Art                                                                                  | Manhattan                                       |
|        | Eremita em leitura | Gerbrand van den Eeckhout                  | 1655               | | No/unknown value                                                                                            |                                                 |
|        | The Gazette Reader | Adriaen van Ostade                         | 1655               | | No/unknown value                                                                                            |                                                 |
|        | Old Man reading a Book | Karel Du Jardin                            | 1655               | | No/unknown value                                                                                            |                                                 |
|        | Senhora lendo uma carta | Gerard ter Borch                           | 1658               | | Coleção Wallace                                                                                             | Cidade de Westminster                           |
|        | Senhora lendo uma carta | Gerard ter Borch                           | 1658               | | Musée des Beaux-Arts de Lyon                                                                                | Lyon 1st arrondissement of Lyon                 |
|        | Jovem lendo uma carta | Gabriël Metsu                              | 1659               | | Leiden Collection Johnny Van Haeften Gallery                                                                | Nova Iorque                                     |
|        | A carta | Gerard ter Borch                           | 1660s              | | Royal Collection Northbrook collection                                                                      | Cidade de Westminster                           |
|        | Estudioso no seu atelier | Thomas Wyck                                | 1660s              | | Museu Hallwyl                                                                                               | Município de Estocolmo                          |
|        | Após a refeição | Jan Steen                                  | 1660               | | No/unknown value                                                                                            | Hochtaunuskreis                                 |
|        | O eremita | Jan Adriaensz. van Staveren                | 1660s              | | No/unknown value                                                                                            |                                                 |
|        | A woman reading | Gabriël Metsu                              | 1660               | | No/unknown value                                                                                            |                                                 |
|        | Retrato do Pai de Rembrandt | Gerrit Dou                                 | 1660               | | No/unknown value                                                                                            |                                                 |
|        | O Leitor | Jan Steen                                  | 1660s              | | No/unknown value                                                                                            |                                                 |
|        | Betsabé | Cornelis Bisschop                          | 1660s              | | Norton Simon Museum                                                                                         | Pasadena                                        |
|        | Eremita a ler | Gerrit Dou                                 | 1661               | | Departamento de Pinturas do Louvre                                                                          | 1.º arrondissement de Paris                     |
|        | 清 髡残 苍山结茅图轴 | Kuncan                                     | 1663               | | Museu de Xangai                                                                                             | Huangpu                                         |
|        | Mulher idosa lendo | Gerrit Dou                                 | 1664               | | Departamento de Pinturas do Louvre                                                                          | 1.º arrondissement de Paris                     |
|        | The Reader | Eglon Hendrik van der Neer                 | 1665               | | Metropolitan Museum of Art                                                                                  | Manhattan Hochtaunuskreis                       |
|        | Old Woman Reading a Book | Gerrit Dou                                 | 1665               | | Museu Hermitage                                                                                             | São Petersburgo                                 |
|        | Lendo o jornal | Adriaen van Ostade                         | 1665               | | Departamento de Pinturas do Louvre                                                                          | 1.º arrondissement de Paris                     |
|        | Leitura das notícias | Jan Steen                                  | 17th century       | | Fundação E.G. Bührle Museu das Belas Artes                                                                  | Zurique Kreis 1                                 |
|        | Christ among the Doctors | Abraham Hondius                            | 1668               | | Metropolitan Museum of Art                                                                                  | Manhattan                                       |
|        | The Love Letter | Jacob Ochtervelt                           | 1670s              | | Metropolitan Museum of Art                                                                                  | Manhattan                                       |
|        | Declaração de amor | Jacob Ochtervelt                           | 1670               | | Staatliche Kunsthalle                                                                                       | Karlsruhe                                       |
|        | Woman reading | Domenicus van Tol                          | 1670               | | Coleção Adolphe Schloss                                                                                     | Paris                                           |
|        | Der letzte Cäsar | Gerbrand van den Eeckhout                  | 1673               | | Palácio das Belas-Artes de Lille                                                                            | Lille                                           |
|        | A Lady teaching a Child to Read | Caspar Netscher                            | 1670s              | | National Gallery                                                                                            | Cidade de Westminster                           |
|        | Leitura | Nicolaes Maes Cornelis Bisschop            | 1675               | | Museus Reais de Belas-Artes da Bélgica                                                                      | Região de Bruxelas-Capital                      |
|        | A lição de viola baixo | Caspar Netscher                            | 17th century       | | Departamento de Pinturas do Louvre                                                                          | 1.º arrondissement de Paris                     |
|        | Retrato de senhora circundada por coroa de flores                                                                                        | Cornelis van Huynen                        | 17th century       | | Museu Nacional de Varsóvia                                                                                  |                                                 |
|        | Mulher lendo e homem sentado a uma mesa                                                                                                  | Frans van Mieris                           | 1676               | | Leiden Collection                                                                                           | Nova Iorque                                     |
|        | Jovem lendo | Gerard ter Borch                           | 1677               | | Staatliches Museum Schwerin                                                                                 | Schwerin                                        |
|        | Cena de interior | Pieter Janssens                            | 1680               | | Museu Hallwyl                                                                                               | Município de Estocolmo                          |
|        | Jovem a ler | Gerard ter Borch                           | 1680               | | Detroit Institute of Arts                                                                                   | Detroit                                         |
|        | Descanso na fuga para o Egito | Aert de Gelder                             | 1690               | | Museu de Belas Artes de Boston                                                                              | Boston                                          |
|        | 清 梅清 溪山闲适图轴 | Mei Qing                                   | 1693               | | Museu de Xangai                                                                                             | Huangpu                                         |
|        | Jovem lendo uma carta à luz de vela | Jean-Baptiste Santerre                     | 1700               | | Museu Pushkin                                                                                               | Khamovniki                                      |
|        | Jovem lendo à luz de vela | Matthias Stom                              | 17th century       | | Museu Nacional de Belas-Artes da Suécia                                                                     | Estocolmo Município de Estocolmo                |
|        | The Holy Family with Angels | Sebastiano Ricci                           | 1700               | | Metropolitan Museum of Art                                                                                  | Manhattan                                       |
|        | Saint Cecilia | Abraham van Diepenbeeck No/unknown value   | 17th century       | | Metropolitan Museum of Art                                                                                  | Manhattan                                       |
|        | Interior with seated woman and a boy | Jacobus Vrel                               | 17th century       | | Palácio das Belas-Artes de Lille                                                                            | Lille                                           |
|        | Santa Madalena meditando na solidão | Adriaen van der Werff Pieter van der Werff | 17th century       | | Departamento de Pinturas do Louvre                                                                          | 1.º arrondissement de Paris                     |
|        | A Leitora | Jean Raoux                                 | 18th century       | | Departamento de Pinturas do Louvre                                                                          |                                                 |
|        | Woman Reading under a Mosquito Net |                                            | 1720               | | Metropolitan Museum of Art                                                                                  | Manhattan                                       |
|        | Vierges modernes | Jean Raoux                                 | 1728               | | Palácio das Belas-Artes de Lille                                                                            | Lille                                           |
|        | Demócrito e Heraclito | Giuseppe Maria Crespi                      | 1730               | | Museu dos Agostinhos                                                                                        | Toulouse                                        |
|        | Encontro musical | Philip Mercier                             | 1733               | | National Portrait Gallery                                                                                   | Beningbrough                                    |
|        | The Letter | Pietro Longhi                              | 1746               | | Metropolitan Museum of Art                                                                                  | Manhattan                                       |
|        | Bathsheba no banho | No/unknown value                           | 18th century       | | Museu Nacional da Eslovénia                                                                                 | Liubliana                                       |
|        | Le lecteur | Gravelot                                   | 1750               | | Galeria de Arte de York                                                                                     | City of York                                    |
|        | Courtesan Reading a Letter | Ishikawa Toyonobu                          | 18th century       | | Metropolitan Museum of Art                                                                                  | Manhattan                                       |
|        | Courtesan Reading a Letter | Katsukawa Shunshō                          | 18th century       | | Metropolitan Museum of Art                                                                                  | Manhattan                                       |
|        | Jovem lendo na cozinha | Jens Juel                                  | 1764               | | Museu Nacional de Arte da Dinamarca                                                                         | Município de Copenhaga                          |
|        | A Copy after a Painting Traditionally Attributed to Van Dyck of Two Monks Reading                                                        | No/unknown value                           | 1767               | | Centro de Arte Britânico de Yale                                                                            | New Haven                                       |
|        | Matthias and Thomas Bordley | Charles Willson Peale                      | 1767               | | Museu Smithsonian de Arte Americana                                                                         | Washington, D.C.                                |
|        | A Leitora | Jean-Honoré Fragonard                      | 1769               | | Galeria Nacional de Arte                                                                                    | Washington, D.C.                                |
|        | A Leitora | Jean-Honoré Fragonard                      | 1769               | | Departamento de Pinturas do Louvre                                                                          | 1.º arrondissement de Paris                     |
|        | Young Woman Reading | Jean-Honoré Fragonard                      | 1772               | | Metropolitan Museum of Art                                                                                  | Manhattan                                       |
|        | Portrait of Two Girls (Misses Cumberland)                                                                                                | George Romney                              | 1773               | | Museu de Belas Artes de Boston                                                                              | Boston                                          |
|        | Domestic Scene | No/unknown value                           | 1775               | | Metropolitan Museum of Art                                                                                  | Manhattan                                       |
|        | S. Martinho celebrando missa (verso) e a Virgem e o Menino com São João Batista (reverso)                                                | Giustino Menescardi                        | 18th century       | | Departamento de Pinturas do Louvre                                                                          |                                                 |
|        | Two Beauties after the Bath | Torii Kiyonaga                             | 18th century       | | Metropolitan Museum of Art                                                                                  | Manhattan                                       |
|        | Mrs. James Smith and Grandson | Charles Willson Peale                      | 1776               | | Museu Smithsonian de Arte Americana                                                                         | Washington, D.C.                                |
|        | La Lecture | Michiel Versteeg                           | 1779               | | Palácio das Belas-Artes de Lille                                                                            | Lille                                           |
|        | Supper Party | Clément Moreau                             | 1780               | | No/unknown value                                                                                            |                                                 |
|        | A Leitura | Jean Baptiste Hilair                       | 1781               | | Departamento de Pinturas do Louvre Hôtel Matignon                                                           | Saint-Thomas-d'Aquin                            |
|        | Retrato de Sebastián Martínez y Pérez | Francisco de Goya                          | 1792               | | Metropolitan Museum of Art                                                                                  | Manhattan                                       |
|        | Moine Lisant | Bénigne Gagneraux                          | 1795               | | Museu Fabre                                                                                                 | Montpellier                                     |
|        | Portrait of Henri Auguste and his family                                                                                                 | François Gérard                            | 1798               | | |                                                 |
|        | A little girl wanting to teach her dog how to read                                                                                       | Jeanne-Elisabeth Chaudet                   | 1799               | | No/unknown value                                                                                            |                                                 |
|        | Vendedor de óculos | Krzysztof Lubieniecki                      | 18th century       | | Museu Nacional de Varsóvia                                                                                  |                                                 |
|        | Jeune femme assise | Jean-Germain Drouais                       | 18th century       | | Palácio das Belas-Artes de Lille                                                                            | Lille                                           |
|        | Study of a boy reading, in profile | George Romney                              | 18th century       | | Charles Sedelmeyer collection                                                                               |                                                 |
|        | The Reading of the Gazette | Marguerite Gérard                          | 1800s              | | |                                                 |
|        | Jovem carregador de pão | Spyridon Mantzakos                         | 18th century       | | Sociedade Literária Parnassos                                                                               | Município de Atenas                             |
|        | Portrait of a Connecticut Clockmaker | Ralph Earl                                 | 1800               | | Museu Smithsonian de Arte Americana                                                                         | Washington, D.C.                                |
|        | An Interesting Story (Miss Ray) | William Wood                               | 1806               | | Metropolitan Museum of Art                                                                                  | Manhattan                                       |
|        | Portrait of a Girl | Joshua Johnson                             | 1810               | | Museus de Arte de Harvard Fogg Museum                                                                       | Cambridge                                       |
|        | Portrait of a Gentleman and his Daughter reading in an Interior                                                                          | Pauline Auzou                              | 1810s              | | No/unknown value                                                                                            |                                                 |
|        | Reading the Bible | Marie-Guillemine Benoist                   | 1810               | | musée de Louviers                                                                                           | Louviers                                        |
|        | Virgil reading The Aeneid before Augustus, Livia and Octavia                                                                             | Jean-Auguste Dominique Ingres              | 1811               | | Museu dos Agostinhos                                                                                        | Toulouse                                        |
|        | Augusto ouvindo a leitura da Eneida | Jean-Auguste Dominique Ingres              | 1812               | | Museus Reais de Belas-Artes da Bélgica                                                                      | Bruxelas                                        |
|        | No salão de Madame Geoffrin em 1755 | Anicet Charles Gabriel Lemonnier           | 1812               | | Museu Nacional de Malmaison e Bois-Préau                                                                    | Rueil-Malmaison                                 |
|        | Une jeune femme lisant une lettre | Louise Marie-Jeanne Hersent                | 1812               | | |                                                 |
|        | A Young Woman Reading in an Interior | Hortense Haudebourt-Lescot                 | 1813               | | Fondation Custodia                                                                                          |                                                 |
|        | Leitura da tragédia "O Órfão da China" de Voltaire no salão de Madame Geoffrin                                                           | Anicet Charles Gabriel Lemonnier           | 1810s              | | Museu de Belas Artes de Ruão                                                                                | Ruão                                            |
|        | A educação de Henrique IV | Jean-Baptiste Mallet                       | 1817               | | Musée national du château de Pau Centro Nacional de Artes Plásticas                                         | Pau                                             |
|        | A Leitura de uma carta | Marguerite Gérard                          | 1817               | | Museu Thomas-Henry                                                                                          | Cherbourg-Octeville Cherbourg-en-Cotentin       |
|        | The Reader | Marguerite Gérard                          | 1817               | | Barber Institute of Fine Arts                                                                               | Edgbaston Birmingham                            |
|        | A convalescença de Bayard | Pierre Révoil                              | 1817               | | Departamento de Pinturas do Louvre                                                                          | 1.º arrondissement de Paris                     |
|        | Hermia and Helena | Washington Allston                         | 19th century       | | Museu Smithsonian de Arte Americana                                                                         | Washington, D.C.                                |
|        | Virgile lisant l'Enéïde devant Auguste et Livie                                                                                          | Jean-Baptiste Wicar                        | 1818               | | Palácio das Belas-Artes de Lille                                                                            | Lille                                           |
|        | La Leçon paternelle | Pauline Auzou                              | 1820               | | No/unknown value                                                                                            |                                                 |
|        | A Família Dubufe em 1820 | Claude-Marie Dubufe                        | 1820               | | Departamento de Pinturas do Louvre                                                                          | Lens                                            |
|        | A Mãe do pintor | Jean-Baptiste Mauzaisse                    | 1826               | | Departamento de Pinturas do Louvre                                                                          |                                                 |
|        | The Gentle Student | Gilbert Stuart Newton                      | 1829               | | Coleção Wallace                                                                                             | Cidade de Westminster                           |
|        | O Bem e o Mal | Victor Orsel                               | 19th century       | | Musée des Beaux-Arts de Lyon                                                                                | Lyon 1st arrondissement of Lyon                 |
|        | Le Réveil | Aimée Brune-Pagès                          | 1830               | | No/unknown value                                                                                            |                                                 |
|        | Old Woman Reading | Georg Gillis Haanen                        | 1834               | | Rijksmuseum Museu de Amesterdão Coleção Adriaan van der Hoop                                                | Amesterdão                                      |
|        | Woman reading | Friedrich von Amerling                     | 1834               | | Museu de Belas Artes de Budapeste                                                                           | Zugló                                           |
|        | A Carta | Achille Devéria                            | 1835               | | Departamento de Pinturas do Louvre                                                                          |                                                 |
|        | Jeanne la folle attendant la résurrection de Philippe le Beau son mari                                                                   | Charles de Steuben                         | 1836               | | Palácio das Belas-Artes de Lille                                                                            | Lille                                           |
|        | Old Woman Reading | John Graham-Gilbert                        | 19th century       | | Glasgow Museums Resource Centre                                                                             | Glasgow City                                    |
|        | Um monge na leitura | Jean-Baptiste Camille Corot                | 1840               | | Departamento de Pinturas do Louvre                                                                          | 1.º arrondissement de Paris                     |
|        | Le cabinet d'un alchimiste | Eugène Isabey                              | 1841               | | Palácio das Belas-Artes de Lille                                                                            | Lille                                           |
|        | Abade na leitura | Martinus Rørbye                            | 1842               | | Gliptoteca Ny Carlsberg                                                                                     | Município de Copenhaga                          |
|        | Leitora coroada de flores | Jean-Baptiste Camille Corot                | 1845               | | Departamento de Pinturas do Louvre                                                                          |                                                 |
|        | Lendo o jornal no jardim | Carl Spitzweg                              | 1845               | | Museu Pfalzgalerie Kaiserslautern                                                                           | Kaiserslautern                                  |
|        | Leitura do breviário, crepúsculo | Carl Spitzweg                              | 1845               | | Departamento de Pinturas do Louvre                                                                          |                                                 |
|        | Retrato de Charles Baudelaire | Gustave Courbet                            | 1848               | | Museu Fabre                                                                                                 | Montpellier                                     |
|        | O Estúdio do Pintor | Gustave Courbet                            | 1850s              | | Museu de Orsay                                                                                              | 7.º arrondissement de Paris                     |
|        | Leitura do compromisso imprudente | Louise-Émilie Leleux-Giraud                | 19th century       | | Museu Jean-Jacques-Rousseau                                                                                 | Montmorency                                     |
|        | An elderly woman reading the bible indoors                                                                                               | Amile-Ursule Guillebaud                    | 19th century       | | No/unknown value                                                                                            |                                                 |
|        | Monge em hábito branco, sentado, lendo                                                                                                   | Jean-Baptiste Camille Corot                | 1850               | | Departamento de Pinturas do Louvre                                                                          | 1.º arrondissement de Paris                     |
|        | Isto é o que se designa por leitura | Eugenio Lucas Velázquez                    | 19th century       | | Departamento de Pinturas do Louvre                                                                          |                                                 |
|        | A Bretã | Henri Royer                                | 19th century       | | Departamento de Pinturas do Louvre                                                                          |                                                 |
|        | Le Liseur noir, époque du XVIIe siècle                                                                                                   | Ernest Meissonier                          | 1853               | | Museu de Orsay Castelo de Compiègne                                                                         | Compiègne                                       |
|        | Hollandaise lisant la bible | Petrus Kiers                               | 1854               | | Museu Fabre                                                                                                 | Montpellier                                     |
|        | Madalena lendo | Jean-Baptiste Camille Corot                | 1854               | | Departamento de Pinturas do Louvre                                                                          |                                                 |
|        | In the Garden of Haminalahti | Ferdinand von Wright                       | 1857               | | Galeria Nacional Finlandesa                                                                                 | Helsínquia                                      |
|        | Le Liseur blanc | Ernest Meissonier                          | 1857               | | Museu de Orsay                                                                                              | 7.º arrondissement de Paris                     |
|        | Hilaire de Gas | Edgar Degas                                | 1857               | | Museu de Orsay                                                                                              | 7.º arrondissement de Paris                     |
|        | As duas irmãs | Henri Fantin-Latour                        | 1859               | | Museu de Arte de Saint Louis                                                                                | St. Louis                                       |
|        | Reading the Bible | Hugues Merle                               | 1859               | | Coleção Wallace                                                                                             | Cidade de Westminster                           |
|        | A Young Woman Reading | Gustave Courbet                            | 1860s              | | Galeria Nacional de Arte The Chester Dale Collection                                                        | Washington, D.C.                                |
|        | Trois petites filles dans un paysage | Robert Braithwaite Martineau               | 1860s              | | Museu de Orsay                                                                                              | 7.º arrondissement de Paris                     |
|        | Woman Reading a Letter | Franz Xaver Winterhalter                   | 1860               | | Augustiner Museum                                                                                           | Freiburg im Breisgau                            |
|        | A Leitora | Henri Fantin-Latour                        | 1861               | | Museu de Orsay                                                                                              | 7.º arrondissement de Paris                     |
|        | Convalescentes | François-Marie Firmin-Girard               | 1861               | | Museu de Orsay                                                                                              | 7.º arrondissement de Paris                     |
|        | Study in a Wood | Daniel Huntington                          | 1861               | | Metropolitan Museum of Art                                                                                  | Manhattan                                       |
|        | Hêtraie dans la forêt de Fontainebleau                                                                                                   | Constant Dutilleux                         | 1862               | | Palácio das Belas-Artes de Lille                                                                            | Lille                                           |
|        | Le Liseur | Ernest Meissonier                          | 19th century       | | Departamento de Pinturas do Louvre                                                                          |                                                 |
|        | The Lord is My Shepherd | Eastman Johnson                            | 1863               | | Museu Smithsonian de Arte Americana                                                                         | Washington, D.C.                                |
|        | Infância de Carlos V. Uma leitura de Erasmo                                                                                              | Edouard Jean Conrad Hamman                 | 1863               | | Museu de Orsay                                                                                              | 7.º arrondissement de Paris                     |
|        | Paolo e Francesca | Anselm Feuerbach                           | 1864               | | Coleções de Pinturas do Estado da Baviera                                                                   | Munique                                         |
|        | Monge sentado, lendo | Jean-Baptiste Camille Corot                | 1865               | | Fundação E.G. Bührle Museu das Belas Artes                                                                  | Zurique Kreis 1                                 |
|        | A Leitura | Édouard Manet                              | 1865               | | Museu de Orsay                                                                                              | 7.º arrondissement de Paris                     |
|        | Girl, Reading |                                            | 1867               | | Augustiner Museum                                                                                           | Freiburg im Breisgau                            |
|        | Émile Zola | Édouard Manet                              | 1868               | | Museu de Orsay                                                                                              | 7.º arrondissement de Paris                     |
|        | The Morning Paper | John Ferguson Weir                         | 1868               | | Metropolitan Museum of Art                                                                                  | Manhattan                                       |
|        | Læsende dame uden for en havedør | Vilhelm Kyhn                               | 2nd millennium     | | Museu Nacional de Arte da Dinamarca                                                                         | Município de Copenhaga                          |
|        | Mulher a ler | Jean-Baptiste Camille Corot                | 1869               | | Metropolitan Museum of Art                                                                                  | Manhattan                                       |
|        | Lendo à lareira | Enoch Wood Perry                           | 1870s              | | Birmingham Museum of Art                                                                                    | Birmingham                                      |
|        | Sulking | Edgar Degas                                | 1870               | | Metropolitan Museum of Art                                                                                  | Manhattan                                       |
|        | Story of Golden Locks | Seymour Joseph Guy                         | 1870               | | Metropolitan Museum of Art                                                                                  | Manhattan                                       |
|        | A Leitura (Lisboa) | Henri Fantin-Latour                        | 1870               | | Museu Calouste Gulbenkian                                                                                   | Lisboa Avenidas Novas                           |
|        | The Hatch Family | Eastman Johnson                            | 1870s              | | Metropolitan Museum of Art                                                                                  | Manhattan                                       |
|        | A musa rústica | Jean-Baptiste Camille Corot                | 1870s              | | Departamento de Pinturas do Louvre                                                                          |                                                 |
|        | Madeleine Gorges | Albert Besnard                             | 1872               | | Museu de Orsay                                                                                              | 7.º arrondissement de Paris                     |
|        | Monet a ler | Pierre-Auguste Renoir                      | 1873               | | Museu Marmottan Monet                                                                                       | 16.º arrondissement de Paris                    |
|        | Luz solar e sombra | Winslow Homer                              | 1873               | | Cooper Hewitt, Smithsonian Design Museum                                                                    |                                                 |
|        | Na praia | Édouard Manet                              | 1873               | | Museu de Orsay                                                                                              | 7.º arrondissement de Paris                     |
|        | Escritório do algodão em Nova Orleans | Edgar Degas                                | 1873               | | Musée des beaux-arts de Pau                                                                                 | Pirenéus Atlânticos Pau Nova Aquitânia          |
|        | Retrato de Victoria Dubourg | Henri Fantin-Latour                        | 1873               | | Museu de Orsay                                                                                              | 7.º arrondissement de Paris                     |
|        | Among the Old Poets | Walter Shirlaw                             | 2nd millennium     | | Museu Smithsonian de Arte Americana                                                                         | Washington, D.C.                                |
|        | Young Woman in White Reading | Pierre-Auguste Renoir                      | 1873               | | Galeria Nacional da Irlanda                                                                                 | Dublin                                          |
|        | Leitura da Carta | Alfredo Keil                               | 1874               | | Museu Nacional de Arte Contemporânea do Chiado                                                              | Lisboa                                          |
|        | The True American | Enoch Wood Perry                           | 1874               | | Metropolitan Museum of Art                                                                                  | Manhattan                                       |
|        | L'Étudiant | Francisco Oller                            | 1870s              | | Museu de Orsay                                                                                              | 7.º arrondissement de Paris                     |
|        | The prohibited reading | Karel Ooms                                 | 1876               | | Museus Reais de Belas-Artes da Bélgica                                                                      | Região de Bruxelas-Capital                      |
|        | Madonna and Child with Saint Stephen, Saint Jerome and Saint Maurice                                                                     | Edmond Wagrez                              | 1876               | | Museu de Belas Artes de Rennes                                                                              | Rennes                                          |
|        | Marguerite de Conflans | Édouard Manet                              | 1876 1870s         | | Museu de Orsay Museu dos Agostinhos                                                                         | Toulouse                                        |
|        | A Leitora | Pierre-Auguste Renoir                      | 1876 1874          | | Museu de Orsay                                                                                              | 7.º arrondissement de Paris                     |
|        | Sunday Morning | Thomas Waterman Wood                       | 1877               | | Museu Smithsonian de Arte Americana                                                                         | Washington, D.C.                                |
|        | O livro de histórias | William-Adolphe Bouguereau                 | 1877               | | Los Angeles County Museum of Art                                                                            | Los Angeles                                     |
|        | Portrait of Erik Henningsen | Joakim Skovgaard                           | 1877               | | |                                                 |
|        | A Leitura (Lyon) | Henri Fantin-Latour                        | 1877               | | Musée des Beaux-Arts de Lyon                                                                                | Lyon 1st arrondissement of Lyon                 |
|        | Grandmother's Treasure | Jozef Israëls                              | 2nd millennium     | | Metropolitan Museum of Art                                                                                  | Manhattan                                       |
|        | Reading lady in Renaissance dress | Harriet Backer                             | 1878               | | No/unknown value                                                                                            |                                                 |
|        | Lua de mel em declínio | George Henry Boughton                      | 1878               | | Museu de Arte Walters                                                                                       | Baltimore                                       |
|        | Retrato de Mary e Elizabeth Macdowell | Susan Macdowell Eakins                     | 1879               | | Museu de Arte Taubman                                                                                       | Roanoke                                         |
|        | Reading the Bible | Alexander Hugo Bakker Korff                | 1879               | | Museu Municipal de Haia                                                                                     | Haia                                            |
|        | Arrangement in Black: Girl Reading | James McNeill Whistler                     | 1880               | | Metropolitan Museum of Art                                                                                  | Manhattan                                       |
|        | Moça lendo | Tony Robert-Fleury                         | 1880s              | | |                                                 |
|        | Young Woman Reading an Illustrated Journal                                                                                               | Pierre-Auguste Renoir                      | 1880               | | Rhode Island School of Design Museum                                                                        | Providence                                      |
|        | Woman Reading | Susan Macdowell Eakins                     | 19th century       | | Metropolitan Museum of Art                                                                                  | Manhattan                                       |
|        | O Papa e o Inquisidor | Jean-Paul Laurens                          | 1882               | | Museu de Belas Artes de Bordéus                                                                             | Bordéus                                         |
|        | Interior | Kitty. Kielland                            | 1883               | | Lillehammer Art Museum                                                                                      | Lillehammer                                     |
|        | The Artist's Wife (Périe, 1849–1887) Reading                                                                                             | Albert Bartholomé                          | 1883               | | Metropolitan Museum of Art                                                                                  | Manhattan                                       |
|        | Children's Afternoon at Wargemont | Pierre-Auguste Renoir                      | 1884               | | Alte Nationalgalerie                                                                                        | Berlin-Mitte                                    |
|        | Hortensia | Fernand Khnopff                            | 1884               | | Metropolitan Museum of Art                                                                                  | Manhattan                                       |
|        | A Cosey Corner | Francis Davis Millet                       | 1884               | | Metropolitan Museum of Art                                                                                  | Manhattan                                       |
|        | A leitora | Jean-Jacques Henner                        | 19th century       | | Museu de Orsay                                                                                              | 7.º arrondissement de Paris                     |
|        | Self-Portrait | Theodore Robinson                          | 1880s              | | Metropolitan Museum of Art                                                                                  | Manhattan                                       |
|        | Revisão da lição | Anna Ancher                                | 1885               | | Museu Nacional de Arte da Dinamarca                                                                         | Município de Copenhaga                          |
|        | Sem título (Alfred Keil) | Alfredo Keil                               | 1885               | | No/unknown value                                                                                            |                                                 |
|        | Antonin Personnaz | Alphonse Osbert                            | 1885               | | Museu de Orsay                                                                                              | 7.º arrondissement de Paris                     |
|        | Katie Lewis reading a book | Edward Burne-Jones                         | 1886               | | No/unknown value Sir George Lewis, 1st Baronet Elizabeth Lewis                                              |                                                 |
|        | La Villégiature | Paul Baudoüin                              | 1886               | | Museu de Belas Artes de Ruão                                                                                | Ruão                                            |
|        | Emma Zorn lendo | Anders Zorn                                | 1887               | | Museu de Zorn                                                                                               | Mora                                            |
|        | A Schoolgirl | Luke Fildes                                | 1887               | | Academia Real Inglesa                                                                                       | Cidade de Westminster                           |
|        | Reading | Berthe Morisot                             | 1888               | | Museum of Fine Arts                                                                                         | São Petersburgo                                 |
|        | Reading aloud in the studio | Christian Krohg Oda Krohg                  | 1889               | | KODE Art museums and composer homes                                                                         | Bergen                                          |
|        | As duas irmãs | Pierre-Auguste Renoir                      | 1889               | | No/unknown value                                                                                            |                                                 |
|        | Tarde no Jardim Cluny, Paris | Charles Courtney Curran                    | 1889               | | Fine Arts Museums of San Francisco                                                                          | São Francisco                                   |
|        | Leitura | Ferdinand du Puigaudeau                    | 1890               | | No/unknown value                                                                                            |                                                 |
|        | À la République française | Henri Gervex                               | 1890               | | Museu de Orsay                                                                                              | 7.º arrondissement de Paris                     |
|        | Woman by the Lamp | Paul Signac                                | 1890               | | Museu de Orsay                                                                                              | 7.º arrondissement de Paris                     |
|        | Le Liseur | Édouard Vuillard                           | 1890s              | | Museu de Orsay                                                                                              | 7.º arrondissement de Paris                     |
|        | Reading | Georges Croegaert                          | 1890               | | Museu Carnavalet                                                                                            | 3.º arrondissement de Paris                     |
|        | Reading (La Lecture) | Pierre-Auguste Renoir                      | 1891               | | Fundação Barnes                                                                                             | Filadélfia Merion Station                       |
|        | Reading | Seiki Kuroda                               | 1891               | | Museu Nacional de Tóquio                                                                                    | Ueno-kōen                                       |
|        | The Artist's Wife and Emilia von Etter on a Balcony in Cannes                                                                            | Albert Edelfelt                            | 1891               | | Galeria Nacional Finlandesa                                                                                 | Helsínquia                                      |
|        | Reading | Joan Llimona Bruguera                      | 1891               | | Museu Nacional de Arte da Catalunha                                                                         | Sants-Montjuïc                                  |
|        | Lady reading a Letter | Herman Norrman                             | 1892               | | Museu de Arte de Gotemburgo                                                                                 | Gotemburgo                                      |
|        | Leitura | Almeida Júnior                             | 1892               | | Q59247460                                                                                                   | São Paulo Luz (bairro de São Paulo)             |
|        | Maria Madalena penitente | Hans Heyerdahl                             | 1892               | | No/unknown value                                                                                            |                                                 |
|        | A leitura | Pierre-Auguste Renoir                      | 1892               | | Departamento de Pinturas do Louvre                                                                          | 1.º arrondissement de Paris                     |
|        | As irmãs | Willem Bastiaan Tholen                     | 1893               | | Museu Gouda                                                                                                 | Gouda                                           |
|        | A leitura | Eliseu Visconti                            | 1893               | | No/unknown value                                                                                            |                                                 |
|        | Deitada nua | Isaac Lazerus Israëls                      | 1894               | | No/unknown value                                                                                            |                                                 |
|        | The Green Reader | Pierre-Auguste Renoir                      | 1890s              | | Museu de Orsay                                                                                              | 7.º arrondissement de Paris                     |
|        | Girl reading | Sverre Ihle                                | 1894               | | Museu Nacional de Arte                                                                                      | Oslo                                            |
|        | Na véspera do exame | Leonid Pasternak                           | 1895               | | Museu de Orsay                                                                                              | 7.º arrondissement de Paris                     |
|        | Jungle Tales (Contes de la Jungle) | James Jebusa Shannon                       | 1895               | | Metropolitan Museum of Art                                                                                  | Manhattan                                       |
|        | Ao pequeno-almoço | Laurits Andersen Ring                      | 1898               | | Museu Nacional de Belas-Artes da Suécia                                                                     | Estocolmo Município de Estocolmo                |
|        | Sous la lampe | Pierre Bonnard                             | 1899               | | Museu de Orsay                                                                                              | 7.º arrondissement de Paris                     |
|        | Saudade | Almeida Júnior                             | 1899               | | Q59247460                                                                                                   | São Paulo Luz (bairro de São Paulo)             |
|        | A irmã mais velha | Charles Chaplin                            | 19th century       | | No/unknown value                                                                                            |                                                 |
|        | Work | Jean-Baptiste Jules Trayer                 | 19th century       | | Museu das Belas-Artes de Carcassonne                                                                        | Carcassonne                                     |
|        | La lecture | Frédéric Borgella                          | 19th century       | | No/unknown value                                                                                            | Bagnères-de-Bigorre                             |
|        | Portrait of Marie Jeanette de Lange | Jan Theodoor Toorop                        | 1900               | | Rijksmuseum                                                                                                 | Amesterdão                                      |
|        | Groupe sur la plage | Fernand Maillaud                           | 1900s              | | Museu de Orsay                                                                                              | 7.º arrondissement de Paris                     |
|        | Mulher na leitura | Leon Kamir                                 | 19th century       | | |                                                 |
|        | Lectura al bosc | Laureano Barrau Buñol                      | 1900               | | Museu do Modernismo Catalão                                                                                 | Dreta de l'Eixample                             |
|        | O Missal | John William Waterhouse                    | 1902               | | |                                                 |
|        | A Leitura | Étienne Moreau-Nélaton                     | 1903               | | Museu de Orsay                                                                                              | 7.º arrondissement de Paris                     |
|        | Lectura | Roman Ribera                               | 1904               | | Museu do Modernismo Catalão                                                                                 | Dreta de l'Eixample                             |
|        | On the Dunes (Lady Shannon and Kitty) | James Jebusa Shannon                       | 20th century       | | Museu Smithsonian de Arte Americana                                                                         | Washington, D.C.                                |
|        | La lectura | Joan Cardona i Lladós                      | 1905               | | Museu do Modernismo Catalão                                                                                 | Dreta de l'Eixample                             |
|        | Retrato de Thaddeus Natanson sentado | Édouard Vuillard                           | 1906               | | Museu de Orsay                                                                                              | 7.º arrondissement de Paris                     |
|        | Children Reading | Édouard Vuillard                           | 1906               | | Museu de Arte Moderna André Malraux                                                                         | Le Havre                                        |
|        | Le Thé dans l'atelier | Daniel de Monfreid                         | 1900s              | | Museu de Orsay                                                                                              | 7.º arrondissement de Paris                     |
|        | Girls Reading | Helene Schjerfbeck                         | 1907               | | Galeria Nacional Finlandesa                                                                                 | Helsínquia                                      |
|        | Jesus e a sua Mãe estudando as Escrituras                                                                                                | Henry Ossawa Tanner                        | 1909               | | Dallas Museum of Art                                                                                        | Dallas                                          |
|        | Le Jardin à Bonnières | Georgette Agutte                           | 20th century       | | Museu de Grenoble                                                                                           | Grenoble                                        |
|        | Ane Hedvig Brøndum, a mãe da pintora, na sala azul                                                                                       | Anna Ancher                                | 1909               | | Museu Nacional de Arte da Dinamarca                                                                         | Município de Copenhaga                          |
|        | Recitando o Corão | Osman Hamdi Bey                            | 1910               | | Museu Sakıp Sabancı                                                                                         | Istambul Sarıyer                                |
|        | Le Thé dans le jardin | Léon Carré                                 | 1910               | | Museu de Orsay                                                                                              | 7.º arrondissement de Paris                     |
|        | No jardim | Robert Reid                                | 1911               | | Museu de Arte Brauer                                                                                        | Valparaiso                                      |
|        | Tempo de leitura | Moritz Coschell                            | 1911               | | Museu Judaico de Berlim                                                                                     | Friedrichshain-Kreuzberg                        |
|        | Chagas | E Phillips Fox                             | 1910s 1912         | | Galeria de Arte da Nova Gales do Sul                                                                        | Sydney                                          |
|        | Nua de pé lendo | Albert Marquet                             | 1913               | | |                                                 |
|        | La Bibliothèque | Albert André                               | 1913               | | Museu de Orsay                                                                                              | 7.º arrondissement de Paris                     |
|        | Laure de Sade, Comtesse Adhéaume de Chevigné                                                                                             | Federico de Madrazo y Ochoa                | 2nd millennium     | | Metropolitan Museum of Art                                                                                  | Manhattan                                       |
|        | Sob a folhagem | Eliseu Visconti                            | 1915               | | No/unknown value                                                                                            |                                                 |
|        | Girl, Reading | Ernst Würtenberger                         | 1915               | | Augustiner Museum                                                                                           | Freiburg im Breisgau                            |
|        | O pintor Ernst Goldschmidt | Harald Giersing                            | 1915               | | Museu Nacional de Arte da Dinamarca                                                                         | Município de Copenhaga                          |
|        | Naked Reading Woman | Robert Delaunay                            | 1915               | | Musée d'Art moderne de Troyes                                                                               | Troyes                                          |
|        | The White Reader | Pierre-Auguste Renoir                      | 1910s              | | Museu de Orsay                                                                                              | 7.º arrondissement de Paris                     |
|        | Frederick William Lacey (1855–1916) | Frank Richards                             | 1916               | | Russell-Cotes Art Gallery & Museum                                                                          | Bournemouth Bournemouth, Christchurch and Poole |
|        | Little Ebbe reading | Christian Krohg                            | 1919               | | No/unknown value                                                                                            |                                                 |
|        | Henri-Xavier Fontaine | Édouard Vuillard                           | 1920               | | Museu de Orsay                                                                                              | Lille                                           |
|        | Mulher nua lendo | Robert Delaunay                            | 1920               | | Museu de Belas Artes de Bilbau                                                                              | Bilbau                                          |
|        | The Children of James Todd | William Logsdail                           | 1920               | | Harris Museum                                                                                               | Preston                                         |
|        | Woman Reading | Torajirō Kojima                            | 1921               | | Museu de Belas Artes de Gante                                                                               | Gante                                           |
|        | Mulher com seios nus lendo | Félix Vallotton                            | 1921               | | Museu de Belas Artes de Nantes                                                                              | Nantes                                          |
|        | Woman Reading | Boris Grigor'yev                           | 1922               | | Metropolitan Museum of Art                                                                                  | Manhattan                                       |
|        | Mulher a ler | Harald Giersing                            | 1922               | | Museu Nacional de Arte da Dinamarca                                                                         | Município de Copenhaga                          |
|        | Jovem a ler | No/unknown value                           | 1920s              | | Metropolitan Museum of Art                                                                                  | Manhattan                                       |
|        | Reading | Gustave Stoskopf                           | 1927               | | Museu de Orsay Musée historique de Haguenau                                                                 | Haguenau                                        |
|        | Nude Female Model (Reading On The Seashore)                                                                                              | William Orpen                              | 1930s              | | Academia Real Inglesa                                                                                       | Cidade de Westminster                           |
|        | Nita Reading | Leon Kroll                                 | 1932               | | Metropolitan Museum of Art                                                                                  | Manhattan                                       |
|        | Reading at a Table | Pablo Picasso                              | 1934               | | Metropolitan Museum of Art                                                                                  | Manhattan                                       |
|        | Charles E. Irvin, Jr. | Virginia Hendrickson Irvin                 | 1940               | | Metropolitan Museum of Art                                                                                  | Manhattan                                       |
|        | Newspaper Readers | Jean Hélion                                | 1948               | | Metropolitan Museum of Art                                                                                  | Manhattan                                       |
|        | Arthur Bullowa | Fairfield Porter                           | 1971               | | Metropolitan Museum of Art                                                                                  | Manhattan                                       |
|        | Midwest Apartment | Don Wynn                                   | 1972               | | Metropolitan Museum of Art                                                                                  | Manhattan                                       |
|        | Ethereal and Earthbound | Jeanne Duval                               | 1982               | | Metropolitan Museum of Art                                                                                  | Manhattan                                       |
|        | La lecture | Henri Lebasque                             | 20th century       | | musée Petiet de Limoux                                                                                      | Limoux                                          |
|        | Hans Aanrud | Karl Konow                                 | 2nd millennium     | | No/unknown value                                                                                            |                                                 |
|        | Wollert Otto Konow | Karl Konow                                 | 2nd millennium     | | No/unknown value                                                                                            |                                                 |
|        | Enfant lisant | Eugène Carrière                            |                    | | Museu de Orsay                                                                                              | 7.º arrondissement de Paris                     |
|        | Paysage du soir. Le pommier au croissant                                                                                                 | Antoine Chintreuil                         |                    | | Museu de Orsay                                                                                              | 7.º arrondissement de Paris                     |
|        | Hermit (copy) | Gerrit Dou No/unknown value                |                    | | Museu Hermitage                                                                                             | São Petersburgo                                 |
|        | Femme lisant | François Bonvin                            |                    | | Museu Fabre                                                                                                 | Montpellier                                     |
|        | An Interesting Paragraph | Haynes King                                |                    | | Galeria de arte de Leeds                                                                                    | Leeds                                           |
|        | 元 王蒙 春山读书图轴 | Wang Meng                                  |                    | | Museu de Xangai                                                                                             | Huangpu                                         |
|        | 清 石涛 山水人物花卉册 | Daoji                                      |                    | | Museu de Xangai                                                                                             | Huangpu                                         |
|        | 清 虚谷 山水册（十二开） | Xugu                                       |                    | | Museu de Xangai                                                                                             | Huangpu                                         |
|        | 清 华喦 山水人物册（十开） | Hua Yan                                    |                    | | Museu de Xangai                                                                                             | Huangpu                                         |
|        | 明 唐寅 渡头帘影图轴 | Tang Yin                                   |                    | | Museu de Xangai                                                                                             | Huangpu                                         |